# Miki Nadal
Miguel Nadal Furriel (Zaragoza, 29 de septiembre de 1967), más conocido como Miki Nadal, es un comediante, presentador, locutor y actor español. Se dio a conocer como colaborador principal en el programa humorístico El informal de la cadena Telecinco. Fue co-campeón de la sexta edición de MasterChef Celebrity, junto a Juanma Castaño, en el año 2021.

## Biografía

### Primeros años
Nacido en Zaragoza. Vivió en la localidad zaragozana de Pedrola hasta los cinco años, edad con la que se trasladó a vivir junto a su familia a Zaragoza. Fue alumno en los colegios Santo Domingo de Silos y Santo Tomás de Aquino.[cita requerida] Estudió la carrera de Derecho, que interrumpió para realizar el servicio militar en Ferrol y Madrid.[cita requerida] Trabajó durante cerca de 4 años en Guadalajara y posteriormente en Madrid, donde se estableció como actor. Sus comienzos fueron en el programa de Pepe Navarro La sonrisa del pelícano en 1997.

### Carrera
Entró a formar parte del equipo de El informal en el año 1999, en la segunda temporada del programa. Al comienzo se dedicaba a la tarea de doblar secuencias junto a Florentino Fernández, pero poco a poco fue ganando más protagonismo en el programa, que duró hasta abril de 2002. 
Ha trabajado en otros programas como La corriente alterna, El show de Flo, UHF, Splunge, Mis adorables vecinos, El club de la comedia, Zulú Bingo, Los irrepetibles de Amstel, o Cafetería Manhattan. En 2006 fichó por La Sexta, donde comenzó con una sección dentro de los programas especiales que la cadena dedicó al Mundial 2006. También en 2006 presentó un programa concurso llamado No sabe, no contesta, en la misma cadena. Ha aparecido como invitado en series como Casi perfectos junto a Emilio Aragón y 7 vidas, junto a Florentino Fernández.
Desde marzo de 2006 hasta el 20 de mayo de 2011, Nadal trabajó en el programa humorístico Sé lo que hicisteis... de La Sexta formando parte del equipo de principio al fin en la realización de sketches y su presentación. Fue colaborador diario del programa hasta el 24 de enero de 2011, cuando se hizo cargo de la sección del copresentador, Ángel Martín, tras su salida del programa el 20 de enero de ese año. En 2010, la distribuidora Versus Entertainment de la que Nadal es socio produce la película en inglés Buried, del director gallego Rodrigo Cortés. En 2011 anunció que Versus Entertainment continuará solo en labores de distribución y que para la producción cinematográfica se crea la productora Nostromo Films con sede en Barcelona.[cita requerida]
En 2013, presentó durante dos meses el concurso Taxi en La Sexta.
Desde noviembre de 2013, es colaborador del nuevo programa Zapeando de La Sexta.
El 25 de mayo de 2014 hizo de presentador y speaker de la celebración de la décima en el Santiago Bernabéu para el Real Madrid.
El 22 de enero de 2016, visitó el plató de Tu cara me suena para imitar a Rafael Conde "El Titi" en la segunda semifinal de la cuarta edición del programa. En abril de ese año se estrenó el programa de humor Comedyantes. Humor con Denominación de Origen, en Aragón TV, en el que Miki es su presentador. Ese mismo mes Antena 3 estrenó el programa Aquí mando yo donde puso la voz en off, sin embargo tras un 8,7% de audiencia en su primera emisión el programa fue retirado de la cadena tras una sola emisión.
A partir de junio de 2016 presenta junto a María Gómez y, más tarde con Graciela Álvarez Lobo, un programa en Real Madrid TV llamado 90 minuti que finalizó el 11 de marzo de 2020 debido a la pandemia de COVID-19.
En 2021 participó en la Sexta edición de Masterchef celebrity, donde se proclamó ganador junto a Juanma Castaño.

### Vida personal
Según declaraciones de él mismo en diversas entrevistas y progranas de televisión, Miki tiene un cociente intelectual de 139, siendo a su vez miembro de la Asociación Internacional de Superdotados Mensa
Se casó el 21 de junio de 2014 con Carola Moreno Escámez. Sin embargo,  la pareja se divorció en 2019 y posteriormente él resultó condenado por un delito leve de vejaciones hacia ella. Tienen una hija llamada Carmen, nacida en 2015.
Desde 2020 mantiene una relación sentimental con la diseñadora Helena Aldea, con quien tiene dos hijas, Galatea (2022) y Ángela (2024).

## Trayectoria

### Programas de televisión
| Año                        | Programa                                      | Cadena          | Notas                       |
| -------------------------- | --------------------------------------------- | --------------- | --------------------------- |
| 1997                       | La sonrisa del pelícano                       | Antena 3        | Colaborador                 |
| 1999-2002                  | El informal                                   | Telecinco       | Colaborador                 |
| 2001                       | La corriente alterna                          | Telecinco       | Colaborador                 |
| 2002-2004                  | El show de Flo                                | La 1            | Colaborador                 |
| 2002                       | La selva de los famosos                       | Antena 3        | Colaborador                 |
| 2003                       | Homo Zapping                                  | Antena 3        | Colaborador                 |
| 2003                       | Ya es viernes... ¿o no?                       | Antena 3        | Colaborador                 |
| 2003-2004                  | UHF                                           | Antena 3        | Colaborador                 |
| 2003-2005; 2011; 2015-2017 | El club de la comedia                         | La 2 / La Sexta | Colaborador                 |
| 2005                       | Splunge                                       | La 1            | Presentador                 |
| 2005                       | El verano de tu vida                          | La 1            | Colaborador                 |
| 2005                       | Plan C                                        | Telecinco       | Colaborador                 |
| 2005-2006                  | Zulú Bingo                                    | Localia TV      | Presentador                 |
| 2006                       | No sabe, no contesta                          | La Sexta        | Presentador                 |
| 2006                       | Planeta finito                                | La Sexta        | Presentador                 |
| 2006                       | Sport Center 2006                             | La Sexta        | Colaborador                 |
| 2006-2007                  | Los irrepetibles                              | La Sexta        | Colaborador                 |
| 2006-2011                  | Sé lo que hicisteis...                        | La Sexta        | Colaborador y copresentador |
| 2010                       | laSexta Meteo                                 | La Sexta        | Presentador esporádico      |
| 2013                       | Taxi                                          | La Sexta        | Presentador                 |
| 2013-presente              | Zapeando                                      | La Sexta        | Colaborador                 |
| 2014                       | Se hace saber                                 | La 1            | Colaborador                 |
| 2014                       | El pueblo más divertido de España             | La 1            | Padrino                     |
| 2014-2015                  | Neox Fan Awards                               | Neox            | Presentador                 |
| 2015; 2022-presente        | Zapeando                                      | La Sexta        | Presentador sustituto       |
| 2015                       | Feliz 10 años Neox                            | Neox            | Presentador                 |
| 2016                       | Aquí mando yo                                 | Antena 3        | Presentador                 |
| 2016                       | Comedyantes. Humor con Denominación de Origen | Aragón TV       | Presentador                 |
| 2016-2020                  | 90 minuti                                     | Real Madrid TV  | Presentador                 |
| 2017                       | Tu cara no me suena todavía                   | Antena 3        | Jurado                      |
| 2021                       | Sé lo que hicisteis... los últimos 10 años    | Neox            | Presentador                 |
| 2021-2022                  | Feliz Año Neox                                | Neox            | Presentador                 |
| 2022                       | Cinco tenedores                               | #0              | Presentador                 |
| 2024-presente              | Sopa de letras                                | Aragón TV       | Presentador                 |
| 2025                       | 99 to beat                                    | Antena 3        | Presentador                 |

#### Como invitado
| Año              | Programa                                  | Cadena         | Notas       |
| ---------------- | ----------------------------------------- | -------------- | ----------- |
| 2010             | La hora de José Mota                      | La 1           | 1 programa  |
| 2010             | El ranking de la década                   | La Sexta       | 1 programa  |
| 2010             | Algo pasa con Marta                       | La Sexta       | 1 programa  |
| 2011             | Tonterías las justas                      | Cuatro         | 1 programa  |
| 2011             | No le digas a mamá que trabajo en la tele | Cuatro         | 1 programa  |
| 2012             | Otra movida                               | Neox           | 1 programa  |
| 2012             | Avanti ¡que pase el siguiente!            | Antena 3       | 1 programa  |
| 2012             | El club del chiste                        | Antena 3       | 1 programa  |
| 2013             | Psicodriving                              | La Sexta       | 1 programa  |
| 2015             | Órbita Laika                              | La 2           | 1 programa  |
| 2015             | Un, dos, ¡chef!                           | Disney Channel | 1 programa  |
| 2016             | Tu cara me suena                          | Antena 3       | 1 programa  |
| 2018             | Top 50                                    | Antena 3       | 1 programa  |
| 2018             | Assumptes Interns                         | À Punt         | 1 programa  |
| 2020; 2022; 2024 | Pasapalabra                               | Antena 3       | 9 programas |
| 2021             | Nadie al volante                          | #0             | 1 programa  |
| 2021             | La noche D                                | La 1           | 1 programa  |
| 2021             | MasterChef Junior                         | La 1           | 1 programa  |
| 2022             | MasterChef                                | La 1           | 1 programa  |
| 2022             | La resistencia                            | #0             | 1 programa  |
| 2022             | MasterChef Celebrity                      | La 1           | 1 programa  |
| 2023             | El círculo de los famosos                 | Antena 3       | 1 programa  |
| 2023             | Password                                  | Antena 3       | 1 programa  |
| 2024             | El 1%                                     | Antena 3       | 1 programa  |

#### Como participante
| Año             | Programa                               | Cadena   | Notas                         |
| --------------- | -------------------------------------- | -------- | ----------------------------- |
| 2013-2015; 2017 | Me resbala                             | Antena 3 | Concursante                   |
| 2013            | Splash! Famosos al agua                | Antena 3 | Concursante (16.º expulsado)  |
| 2014            | Tu cara me suena mini                  | Antena 3 | Concursante (8.º clasificado) |
| 2020            | El cazador                             | La 1     | Concursante (Ganador)         |
| 2021            | Family Feud: La batalla de los famosos | Antena 3 | Concursante (Ganador)         |
| 2021            | MasterChef Celebrity                   | La 1     | Concursante (Ganador)         |
| 2023            | Vamos a llevarnos bien                 | La 1     | Concursante (Ganador)         |
| 2023            | El puente de las mentiras              | La 1     | Concursante                   |

### Series de televisión
| Año       | Serie                 | Cadena    | Personaje                           | Notas        |
| --------- | --------------------- | --------- | ----------------------------------- | ------------ |
| 1998      | Hermanas              | Telecinco | Mensajero                           | 1 episodio   |
| 2001      | 7 vidas               | Telecinco | Comprador de la Inmobiliaria Gimeno | 1 episodio   |
| 2004      | Casi perfectos        | Antena 3  | Episódico                           | 1 episodio   |
| 2005-2006 | Mis adorables vecinos | Antena 3  | Inocencio                           | 21 episodios |
| 2007      | Cafetería Manhattan   | Antena 3  | Torres                              | 19 episodios |
| 2010      | Museo Coconut         | Neox      | Andrés Cantalapiedra                | 1 episodio   |

## Teatro
- Redford & Newman. Dos hombres sin destino (2019-¿?) con Sinacio y Nerea Garmendia
- Mikipedia (2012).
- Rumbo a Río (2010).
- Ni tontos ni tan calvos (2010).
- Hombres, mujeres y punto (2006).
- El club de la comedia (2003-2005).
- 5 Hombres.com (2001-2005).
- Mío Cid Campeador (1999).
- Don Quijote (1998).
- El valiente negro en Flandes (1998).
- Apertura orangután (1997).
- Galería de nocherniegos (1997).
- Las mariposas son libres (1996).
- Festival de Hita (1995).
- Antología de la zarzuela (1995).

## Filmografía
- Cómo sobrevivir a una despedida (2015). Como presentador de una gala.
- Grand Piano (como productor asociado, 2013).
- Luces Rojas (como productor asociado, 2012).
- El último aragonés vivo 2 (cortometraje, 2011).
- Emergo (como productor asociado, 2011).
- Buried (como productor asociado, 2010).
- Tengo algo que decirte (cortometraje, 2009).[16]
- Isi/Disi. Amor a lo bestia (2004).
- Made in China (cortometraje, 2003).
- Heaven (cortometraje, 2003).
- Una de zombies (2003).
- Little Nicky (doblaje, 2000).
- La punta del iceberg (cortometraje, 2000).
- Un buen novio (1997).